# Grand Prix moto du Portugal 2007
Quatorzième épreuve du championnat du monde de vitesse moto 2007, le Grand Prix moto du Portugal 2007, est disputé sur le circuit d'Estoril, du vendredi 14 au dimanche 16 septembre 2007.
C'est la neuvième édition du Grand Prix moto du Portugal.

## Classement final des MotoGP
| Pos  | Grille | Pilote           | Constructeur | Tours | Temps/Écart     | Points |
| ---- | ------ | ---------------- | ------------ | ----- | --------------- | ------ |
| 1    | 3      | Valentino Rossi  | Yamaha       | 28    | 45 min 49 s 911 | 25     |
| 2    | 5      | Daniel Pedrosa   | Honda        | 28    | +0 s 175        | 20     |
| 3    | 2      | Casey Stoner     | Ducati       | 28    | +1 s 477        | 16     |
| 4    | 1      | Nicky Hayden     | Honda        | 28    | +12 s 951       | 13     |
| 5    | 7      | Marco Melandri   | Honda        | 28    | +17 s 343       | 11     |
| 6    | 10     | John Hopkins     | Suzuki       | 28    | +18 s 857       | 10     |
| 7    | 11     | Carlos Checa     | Honda        | 28    | +31 s 524       | 9      |
| 8    | 9      | Toni Elías       | Honda        | 28    | +40 s 535       | 8      |
| 9    | 15     | Loris Capirossi  | Ducati       | 28    | +43 s 107       | 7      |
| 10   | 6      | Colin Edwards    | Yamaha       | 28    | +44 s 674       | 6      |
| 11   | 13     | Shinya Nakano    | Honda        | 28    | +45 s 403       | 5      |
| 12   | 16     | Anthony West     | Kawasaki     | 28    | +54 s 562       | 4      |
| 13   | 12     | Chris Vermeulen  | Suzuki       | 28    | +1 min 00 s 002 | 3      |
| 14   | 8      | Sylvain Guintoli | Yamaha       | 27    | +1 tour         | 2      |
| Abd. | 4      | Makoto Tamada    | Yamaha       | 23    | Accident        |        |
| Abd. | 14     | Alex Barros      | Ducati       | 22    | Abandon         |        |
| Abd. | 18     | Randy de Puniet  | Kawasaki     | 19    | Abandon         |        |
| Abd. | 17     | Alex Hofmann     | Ducati       | 11    | Abandon         |        |
| Abd. | 19     | Kurtis Roberts   | KR122V       | 2     | Abandon         |        |

## Classement final 250 cm3
| Pos  | No | Pilote              | Constructeur | Tours | Temps/Écart      | Grille | Points |
| ---- | -- | ------------------- | ------------ | ----- | ---------------- | ------ | ------ |
| 1    | 19 | Álvaro Bautista     | Aprilia      | 26    | +43 min 56 s 458 | 6      | 25     |
| 2    | 34 | Andrea Dovizioso    | Honda        | 26    | +4 s 367         | 1      | 20     |
| 3    | 1  | Jorge Lorenzo       | Aprilia      | 26    | +6 s 148         | 2      | 16     |
| 4    | 12 | Thomas Luthi        | Aprilia      | 26    | +12 s 685        | 10     | 13     |
| 5    | 80 | Héctor Barberá      | Aprilia      | 26    | +12 s 411        | 3      | 11     |
| 6    | 3  | Alex De Angelis     | Aprilia      | 26    | +12 s 440        | 8      | 10     |
| 7    | 58 | Marco Simoncelli    | Gilera       | 26    | +30 s 322        | 11     | 9      |
| 8    | 60 | Julián Simón        | Honda        | 26    | +30 s 634        | 7      | 8      |
| 9    | 32 | Fabrizio Lai        | Aprilia      | 26    | +1 min 12 s 253  | 15     | 7      |
| 10   | 17 | Karel Abraham       | Aprilia      | 26    | +1 min 12 s 319  | 19     | 6      |
| 11   | 28 | Dirk Heidolf        | Aprilia      | 26    | +1 min 14 s 060  | 16     | 5      |
| 12   | 41 | Aleix Espargaró     | Aprilia      | 26    | +1 min 14 s 159  | 14     | 4      |
| 13   | 16 | Jules Cluzel        | Honda        | 26    | +1 min 14 s 575  | 22     | 3      |
| 14   | 50 | Eugene Laverty      | Honda        | 26    | +1 min 30 s 978  | 17     | 2      |
| 15   | 10 | Imre Toth           | Aprilia      | 25    | +1 tour          | 20     | 1      |
| 16   | 31 | Álvaro Molina       | Aprilia      | 25    | +1 tour          | 24     |        |
| 17   | 89 | Ho Wan Chow         | Aprilia      | 24    | +2 tours         | 25     |        |
| Abd. | 7  | Efren Vazquez       | Aprilia      | 23    | Abandon          | 21     |        |
| Abd. | 8  | Ratthapark Wilairot | Honda        | 23    | Abandon          | 18     |        |
| Abd. | 4  | Hiroshi Aoyama      | KTM          | 22    | Abandon          | 5      |        |
| Abd. | 45 | Dan Linfoot         | Aprilia      | 18    | Abandon          | 23     |        |
| Abd. | 73 | Shuhei Aoyama       | Honda        | 18    | Abandon          | 12     |        |
| Abd. | 25 | Alex Baldolini      | Aprilia      | 7     | Abandon          | 26     |        |
| Abd. | 36 | Mika Kallio         | KTM          | 4     | Abandon          | 4      |        |
| Abd. | 55 | Yuki Takahashi      | Honda        | 2     | Accident         | 9      |        |
| Abd. | 15 | Roberto Locatelli   | Gilera       | 1     | Accident         | 13     |        |

## Classement final 125 cm3
| Pos  | Pilote             | Constructeur | Tours | Temps/Écart     | Points |
| ---- | ------------------ | ------------ | ----- | --------------- | ------ |
| 1    | Hector Faubel      | Aprilia      | 23    | 40 min 46 s 337 | 25     |
| 2    | Gabor Talmacsi     | Aprilia      | 23    | +0 s 132        | 20     |
| 3    | Pol Espargaro      | Aprilia      | 23    | +0 s 235        | 16     |
| 4    | Simone Corsi       | Aprilia      | 23    | +1 s 001        | 13     |
| 5    | Joan Olive         | Aprilia      | 23    | +1 s 188        | 11     |
| 6    | Stefan Bradl       | Aprilia      | 23    | +7 s 579        | 10     |
| 7    | Tomoyoshi Koyama   | KTM          | 23    | +8 s 297        | 9      |
| 8    | Mattia Pasini      | Aprilia      | 23    | +8 s 957        | 8      |
| 9    | Raffaele de Rosa   | Aprilia      | 23    | +8 s 984        | 7      |
| 10   | Randy Krummenacher | KTM          | 23    | +14 s 052       | 6      |
| 11   | Esteve Rabat       | Honda        | 23    | +14 s 123       | 5      |
| 12   | Bradley Smith      | Honda        | 23    | +18 s 145       | 4      |
| 13   | Lukas Pesek        | Derbi        | 23    | +21 s 118       | 3      |
| 14   | Alexis Masbou      | Honda        | 23    | +31 s 521       | 2      |
| 15   | Stefano Bianco     | Aprilia      | 23    | +31 s 612       | 1      |
| 16   | Mike Di Meglio     | Honda        | 23    | +31 s 648       |        |
| 17   | Lorenzo Zanetti    | Aprilia      | 23    | +31 s 945       |        |
| 18   | Andrea Iannone     | Aprilia      | 23    | +31 s 986       |        |
| 19   | Federico Sandi     | Aprilia      | 23    | +44 s 317       |        |
| 20   | Danny Webb         | Honda        | 23    | +1 min 01 s 566 |        |
| 21   | Simone Grotzkyj    | Aprilia      | 23    | +1 min 03 s 909 |        |
| 22   | Roberto Tamburini  | Aprilia      | 23    | +1 min 04 s 002 |        |
| 23   | Robert Muresan     | Derbi        | 23    | +1 min 06 s 216 |        |
| 24   | Louis Rossi        | Honda        | 23    | +1 min 09 s 350 |        |
| Abd. | Dino Lombardi      | Honda        | 18    | Abandon         |        |
| Abd. | Pere Tutusaus      | Aprilia      | 15    | Accident        |        |
| Abd. | Sergio Gadea       | Aprilia      | 12    | Abandon         |        |
| Abd. | Sandro Cortese     | Aprilia      | 9     | Accident        |        |
| Abd. | Michael Ranseder   | Derbi        | 9     | Accident        |        |
| Abd. | Steve Bonsey       | KTM          | 8     | Abandon         |        |
| Abd. | Nicolas Terol      | Derbi        | 7     | Abandon         |        |
| Abd. | Pablo Nieto        | Aprilia      | 5     | Abandon         |        |
| Abd. | Dominique Aegerter | Aprilia      | 4     | Abandon         |        |